# Borochoro
Der Borochoro ist ein Gebirgszug im Westen der Volksrepublik China im nördlichen Teil des östlichen Tian Shan. Das westliche Ende des Gebirges liegt in Kasachstan.
Der Borochoro liegt zwischen den Einzugsgebieten von Ili (im Süden) und Ebinur-See (im Norden). Er erstreckt sich über eine Länge von 250 km in West-Ost-Richtung. Seine maximale Höhe liegt bei 4500 m. Das Gebirge besteht aus kristallinem und metamorphem Gestein aus dem Präkambrium und Paläozoikum. Der östliche Teil des Borochoro-Gebirges ist vergletscher und hat alpinen Charakter (zirka 50 Gletscher). An den Berghängen bis 1800 m dominiert Steppenvegetation. Zwischen 1800 und 2800 m liegt eine Zone mit Wiesen und Fichtenwäldern. Darüber tritt die alpine Flora zum Vorschein. Die Schneegrenze liegt ebenfalls auf dieser Höhe. Im Westteil des Borochoro
befindet sich der Sayram-See.